# St.-Michaels-Kapelle (Freiburg im Breisgau)

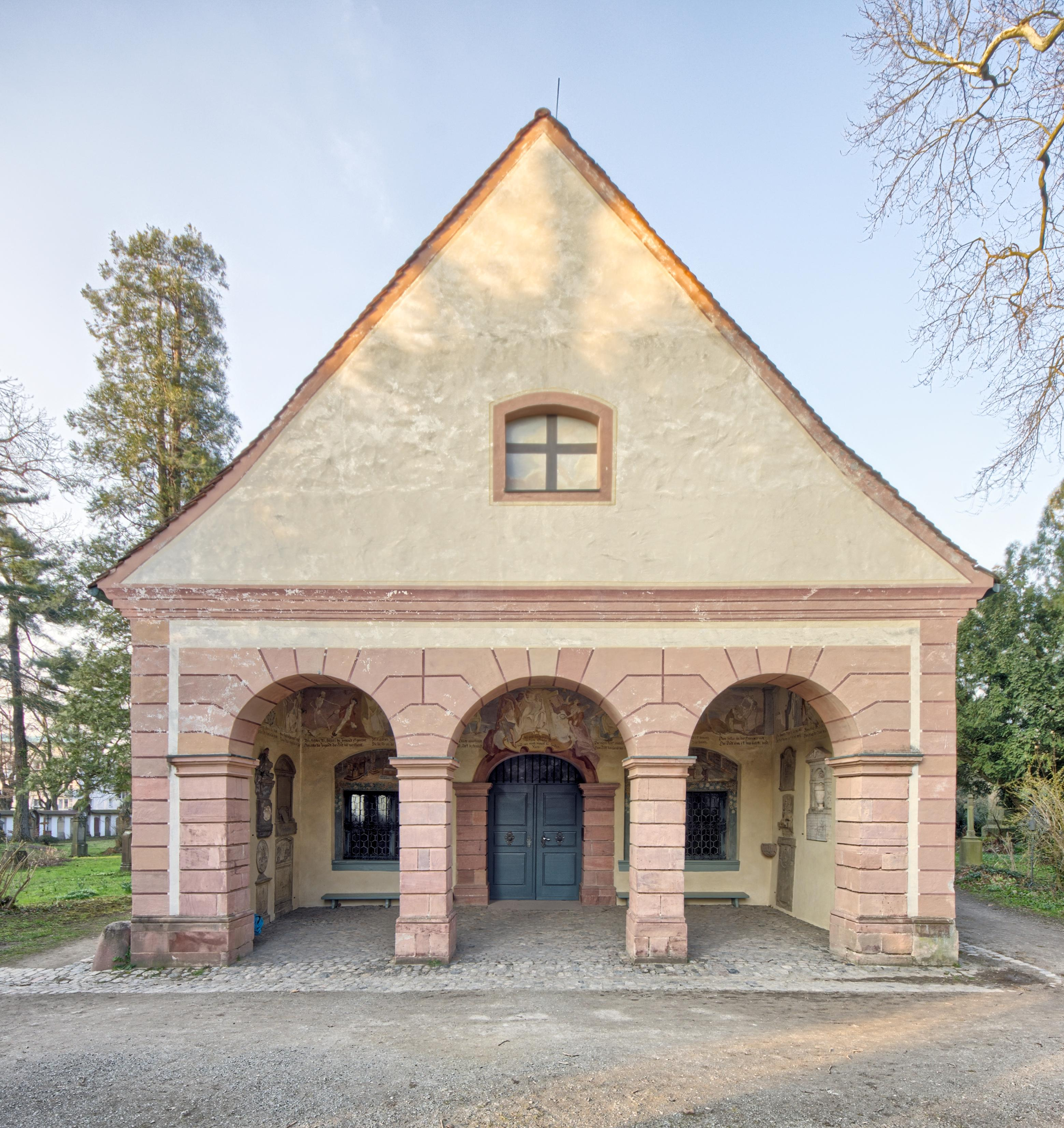
St. Michael von Süden

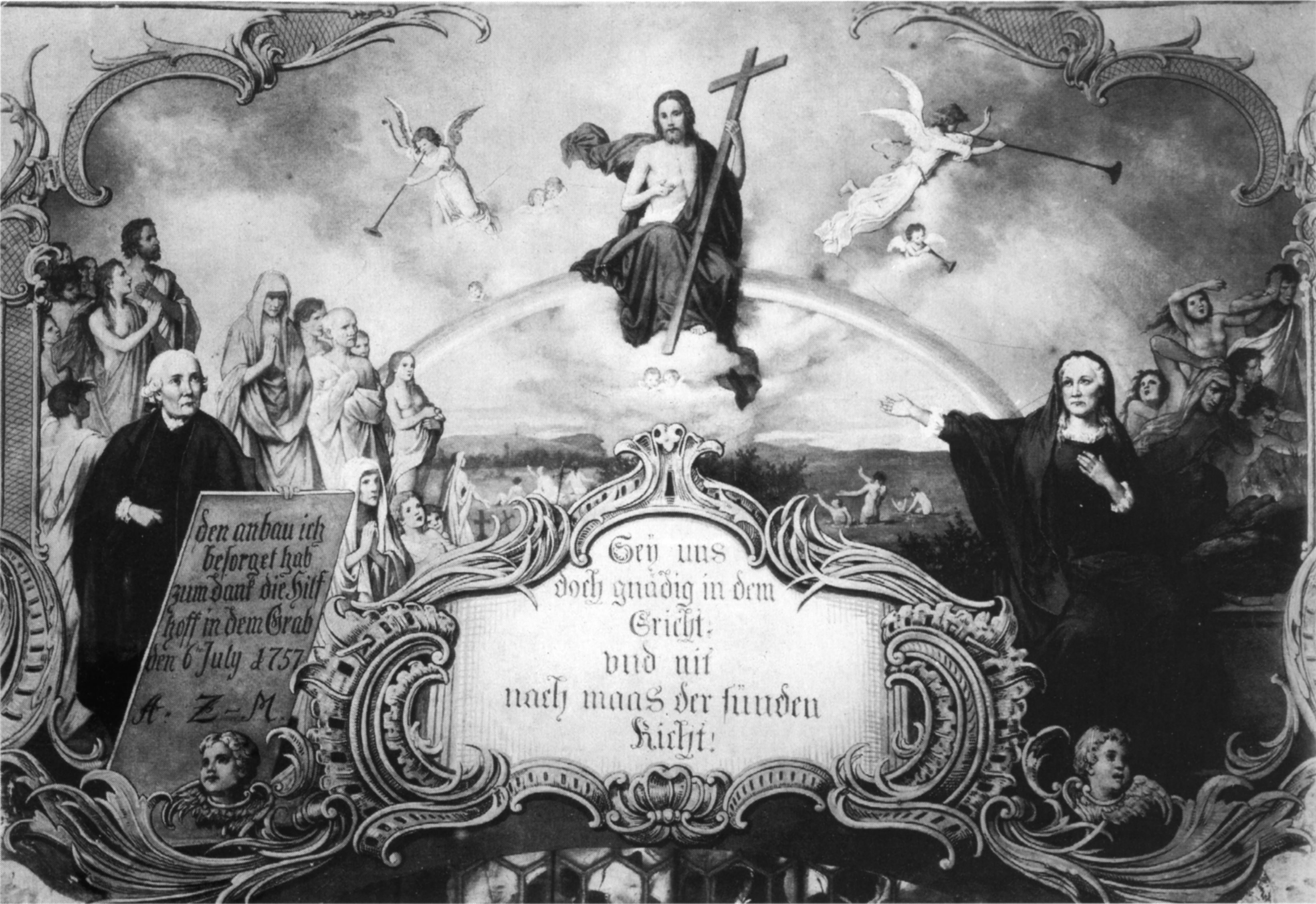
Stifterbildnis (Andreas Zimmermann und seine Frau) über dem Hauptportal, im Zweiten Weltkrieg zerstört.

Die St.-Michaels-Kapelle ist die Friedhofskapelle des Alten Friedhofs von Freiburg im Breisgau. Sie gehört zur Dompfarrei Freiburg.

## Geschichte
Der allgemeine Freiburger Friedhof umgab ursprünglich das Münster. 1515 beschloss die Stadt der Seuchengefahr wegen, ihn in die Vorstadt Neuburg zur dortigen Kirche St. Nikolaus zu verlegen, im Bereich der heutigen Bernhard-, Ludwig- und Karlstraße. Er hieß deshalb Nikolaifriedhof. Um 1678 fielen St. Nikolaus und Nikolaifriedhof dem Festungsbau von Sébastien Le Prestre de Vauban zum Opfer. Als Ersatz wurde 1683 etwas weiter nördlich der heutige Alte Friedhof angelegt. In seiner Mitte entstand 1722 die St. Michaelskapelle, gestiftet vom „Obristmeister und Bürgermeister“ Philipp Jakob Spindler (1664–1730) und dem „Bürger und Bärenwirt“ Andreas Pflug. 1725 wurde sie „als Armenseelenkapelle, wie üblich unter dem Patrozinium des Erzengels Michael, eingeweiht“. Dieser Bau war vermutlich eine offene, aus Pfeilern ohne Mauern dazwischen bestehende Halle mit einem ummauerten Chor. Spindler stiftete 1730 zusätzlich eine Pfründe zum Unterhalt eines Geistlichen. Ihre heutige Gestalt erhielt die Kapelle 1753–1757, als das Langhaus erweitert wurde, wieder dank einer Stiftung: durch den „Storchenwirt“ Andreas Zimmermann (1714–1774). Eine heute verschwundene Inschrift außen über dem südlichen Eingang erinnerte daran: „Den anbau ich besorget hab, zum dank die hilf hoff in dem Grab. den 6. July 1757 A.Z.M.“.
Bei der Bombardierung Freiburgs am 27. November 1944 wurde die Kapelle stark beschädigt. Jedoch waren Altäre und Deckengemälde ausgelagert, und sie konnte bis 1963 restauriert werden. Nur Teile der Außenbemalung und die alten Wandbilder im Inneren in den Stuckrahmen zwischen den Fenstern und oben an der Südwand wurden nicht erneuert.

## Gebäude
Auf den einschiffigen Saal mit vier Rundbogenfenstern jederseits folgen im Norden der schmalere, gerade schließende Chor, die Sakristei und ein Wohngebäude. Im Süden öffnet sich eine Vorhalle, von der das Hauptportal ins Innere führt. Zwei Fenster neben dem Portal geben dem Inneren zusätzlich Licht. Der südliche Giebel trägt seit 1970 einen dem Urzustand nahen schlichten Anstrich mit gemalten Architekturgliedern, nachdem er im 19. Jahrhundert mit Gerippen und einer großen Uhr dramatisch bemalt war. In der Vorhalle befinden sich Epitaphien und der Simon Göser zugeschriebene Freiburger Totentanz. Er wurde nach mehreren Restaurierungen und Kriegsbeschädigung 1963 von Wolfram Köberl neu gemalt. 2012 wurden Vorhalle und Totentanz renoviert. Im Dachreiter hängt eine Glocke.

## Inneres
Das Innere macht heute wieder den Eindruck eines „kleinen Rokokokirchleins“ oder nach älterem Urteil eines „heimeligen, bürgerlich-festlichen religiösen Saalraumes“; das Auge werde „befriedigt von der ungemein feinen decorativen Ausbildung der Decke und der Wände“. Selten seien Friedhofskapellen so reich und liebevoll ausgestattet worden. Die Kapelle habe „durch ihre Architektur und künstlerische Ausstattung eine ganz eigene, anziehende, bergende und tröstende Atmosphäre, die sich entschieden von der Kühle heutiger ‚Leichenhallen‘“ unterscheide.

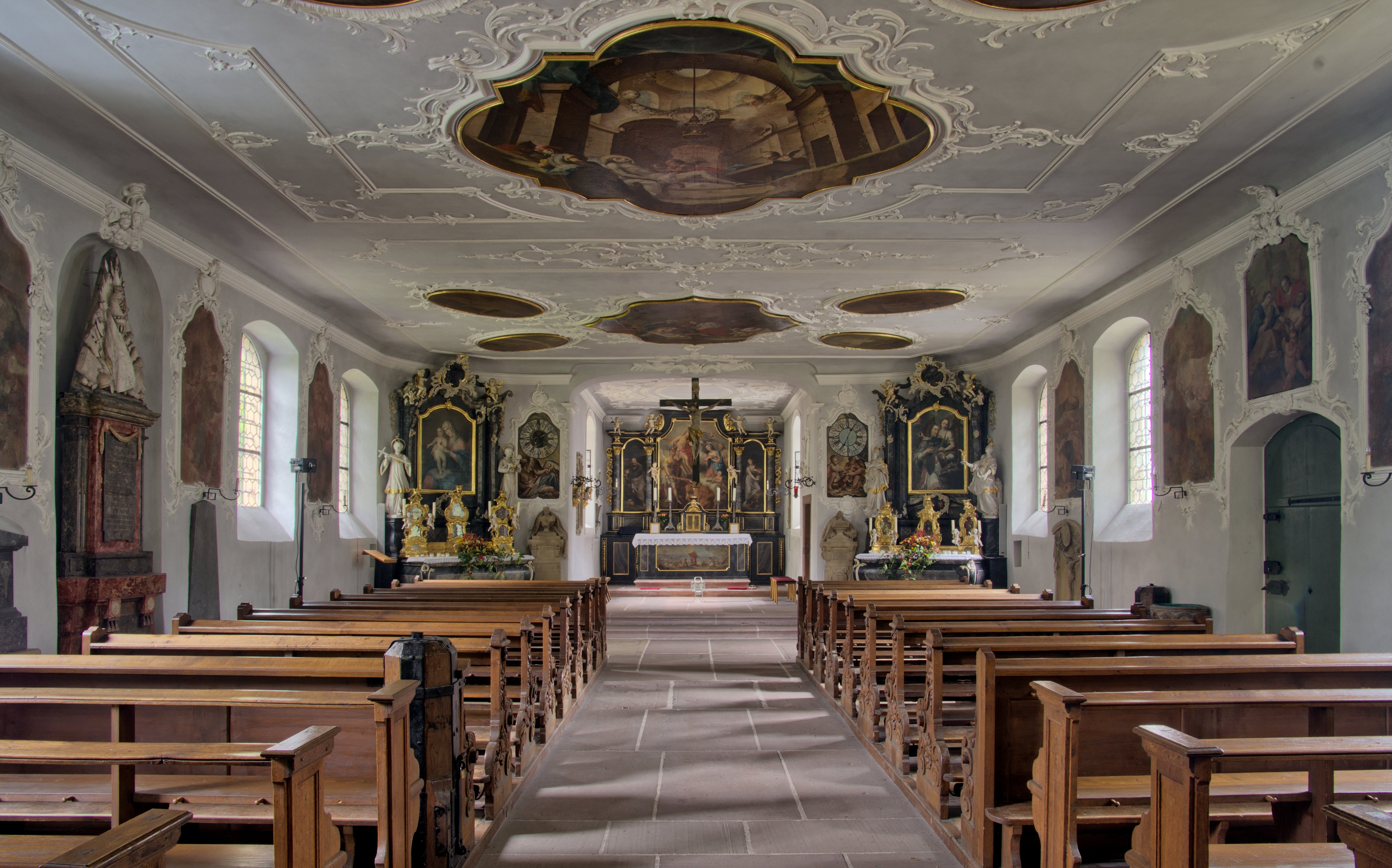
Blick Richtung Chor
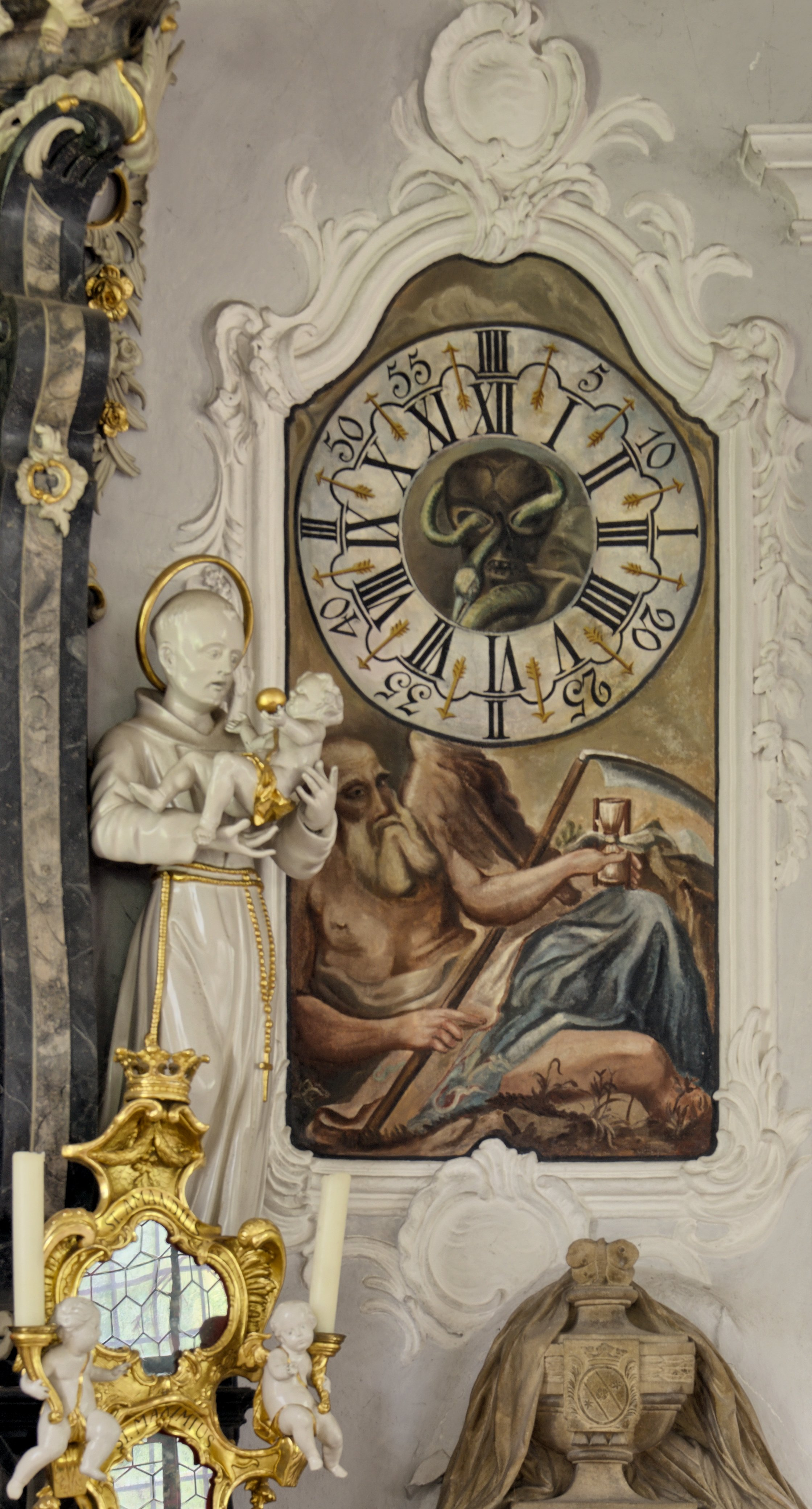
Chronos
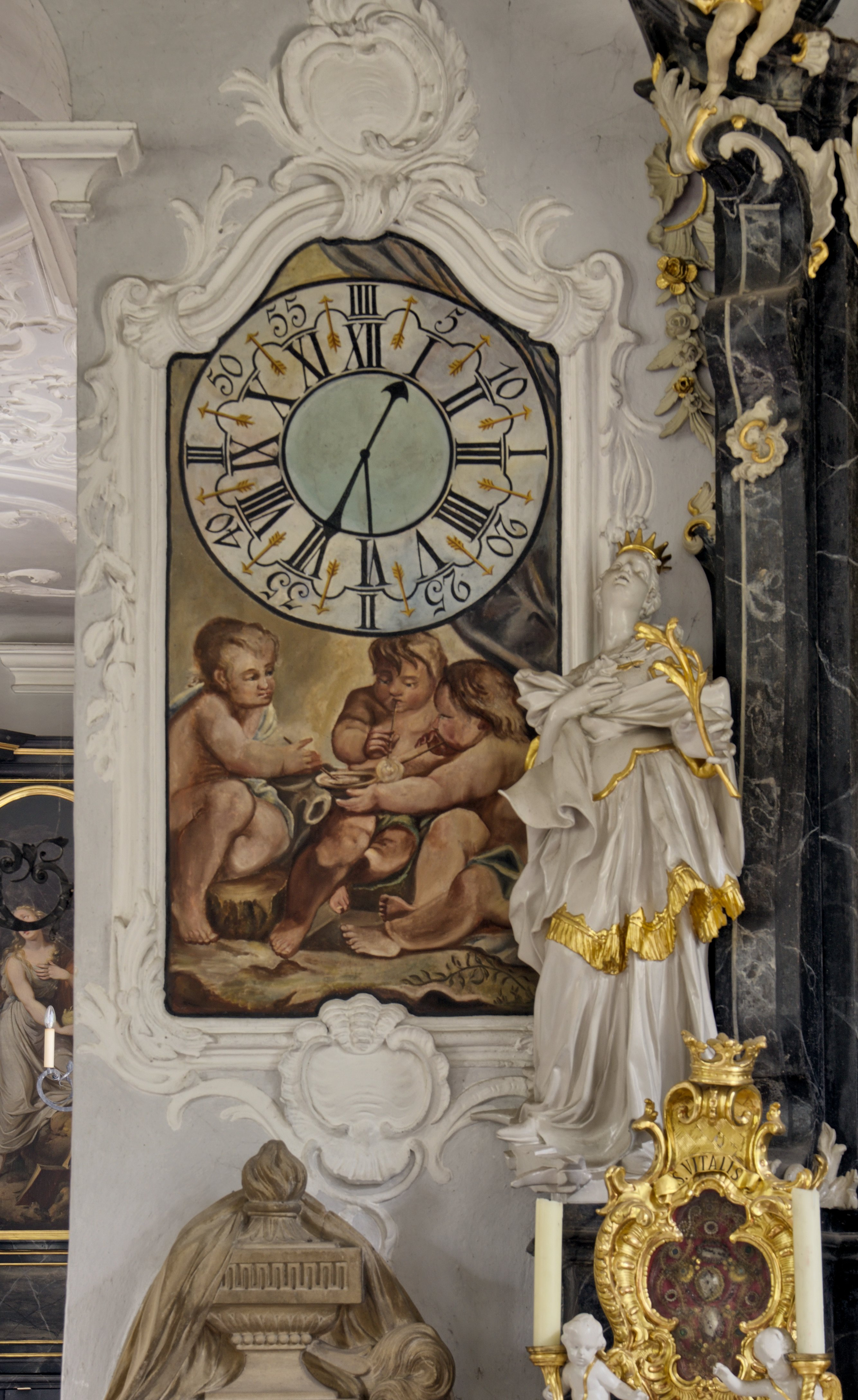
Seifenblasenspiel
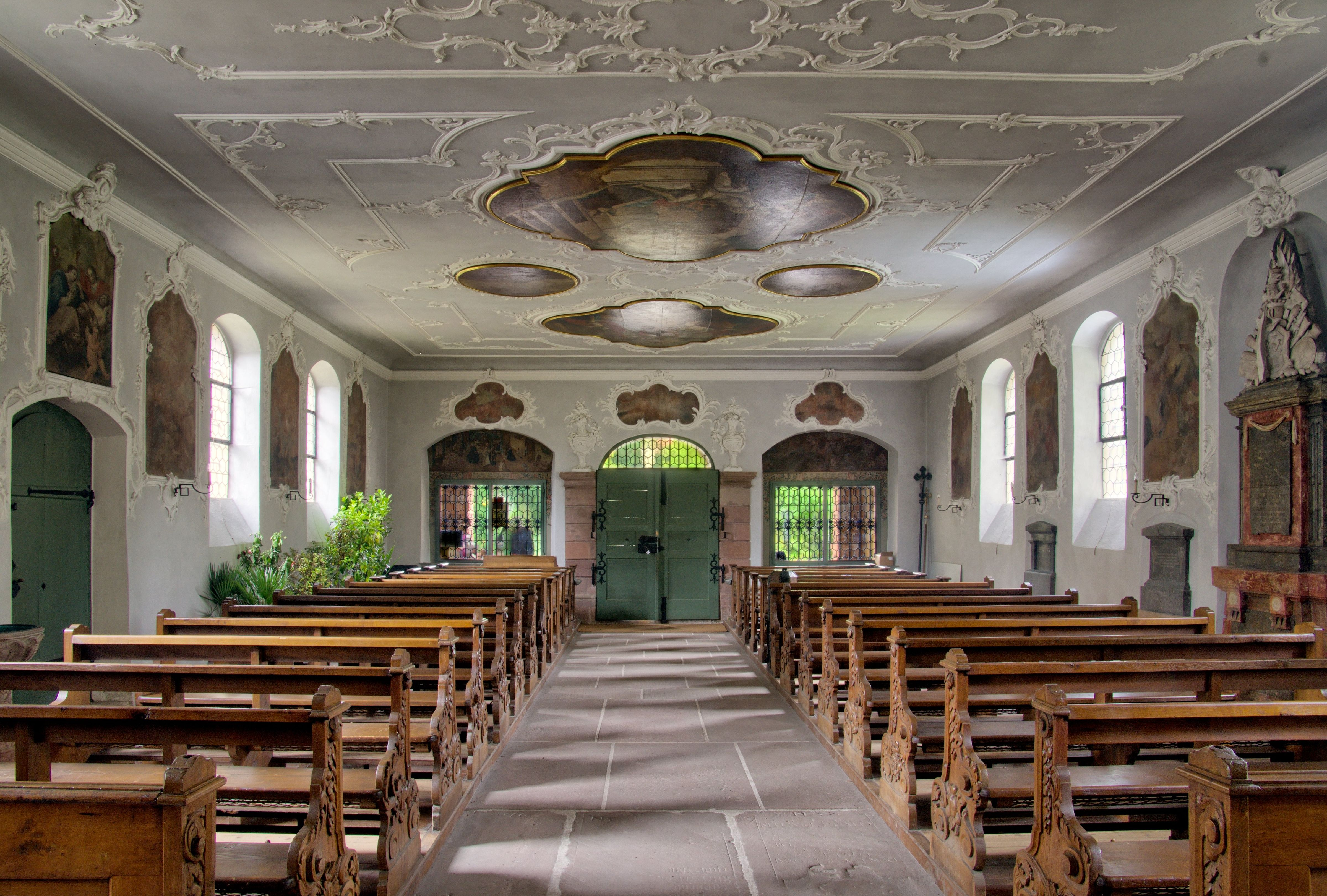
Blick Richtung Haupteingang

Die Decke sitzt den Schiffswänden über einer Hohlkehle auf. Etwas älterer Stuck mit Renaissancemotiven ziert die Decke des Chors, jüngerer Rokokostuck die Decke und Wände des Schiffs. Der Deckenstuck sei „von ungemein wohlerwogener, geschmackvoller Zeichnung: man freut sich über die Gewandtheit dieser Kunsthandwerker, die solche Ornamente zu modellieren verstanden.“ Die Seitenwände schmückten vor dem Zweiten Weltkrieg „zehn hochformatige, auf den Belag gemalte Bilder in gefälliger, zierlicher Rokoko-Stuckumrahmung“. Heute sind in die restaurierten Rahmen abstrakte Farbtönungen gesetzt. Dasselbe gilt für die drei kleinen, stuckumrahmten Bilder an der südlichen Eingangswand und das Bild in dem Flachbogen über dem westlichen Südfenster. Im Flachbogen über dem östlichen Südfenster wird die Krankensalbung gespendet mit der Unterschrift: „Wer also stirbt wohl zugericht, / Im Todt nicht forcht das letst gericht.“

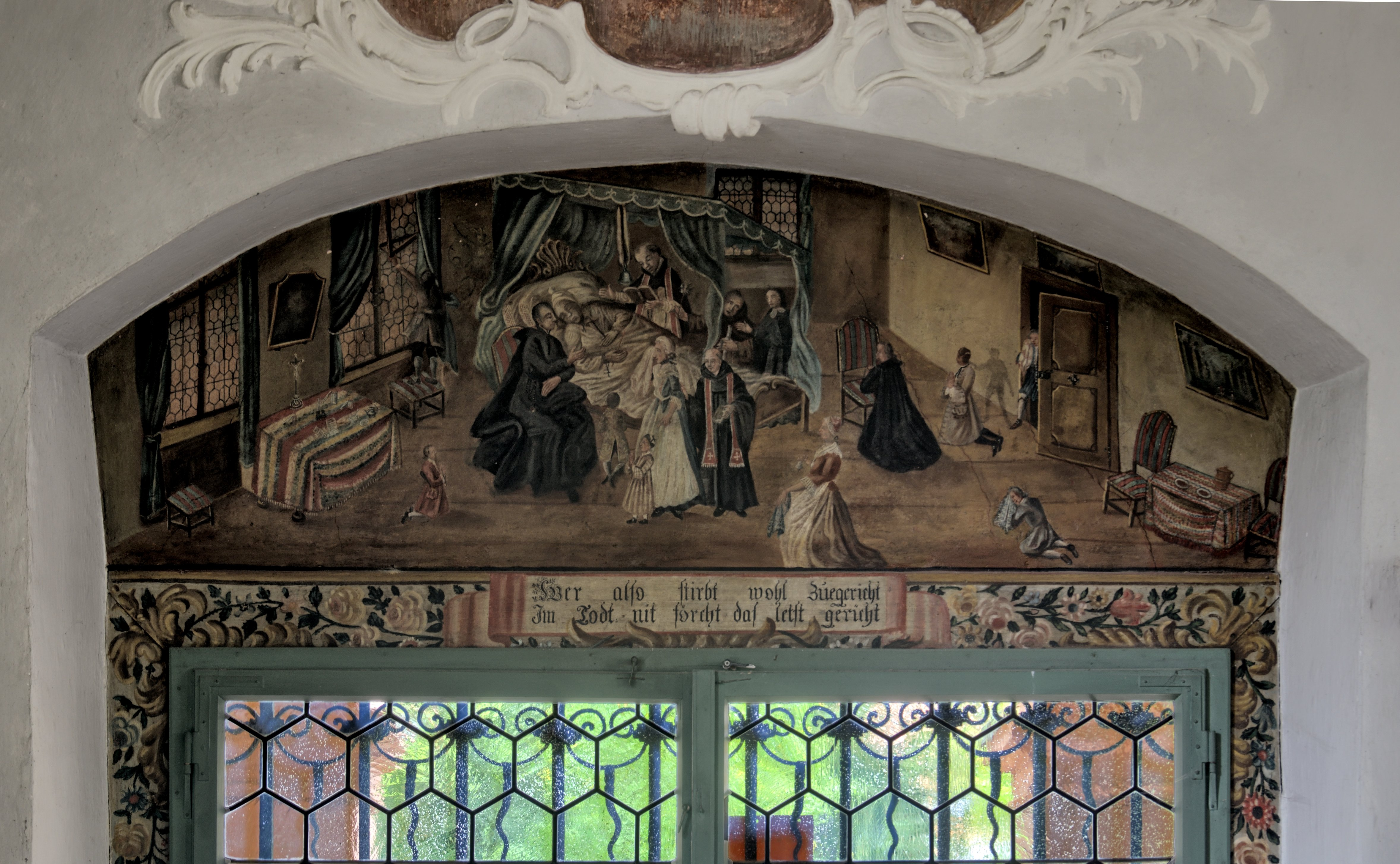
Krankensalbung über dem östlichen Südfenster

An den Wänden des Schiffs sind Grabmäler, meist adeliger Familien, aufgestellt.
Beidseits an der Chorbogenwand mahnen gemalten Uhrzifferblätter an die Vergänglichkeit. Unter dem linken Zifferblatt betont der Zeitgott Chronos mit Sense und Sanduhr dies Thema, unter dem rechten Zifferblatt das Seifenblasenspiel von drei Kindern. Ein schwer auffindbares Monogramm im Bild des Chronos verrät den Maler Johann Caspar Brenzinger.
Über der Tür zur Sakristei rechts im Chor fasst Rokokostuck die Kopie einer Johann Christian Wentzinger zugeschriebenen Kreuzigungsgruppe, deren Original das Freiburger Augustinermuseum aufbewahrt. Der Kreuzesstamm unterteilt die Fläche etwas asymmetrisch. Der breite, muskulöse Körper Jesu mit hängendem Haupt ragt ganz über die Gruppe der Klagenden nach dem Johannesevangelium Joh 19,25-26  hinaus: links vom Kreuz Maria, die Mutter Jesu, eine andere Maria und Johannes, rechts Maria Magdalena. Johannes hält mit dem bloßen rechten Arm den von unten hochgeschlagenen Mantelsaum gegen den Körper gepresst, „ein typisches Motiv von Wentzingers Gestalten“. Rechts reitet Longinus mit seiner Lanze auf galoppierendem Pferd in den Hintergrund. Eine Gedächtnistafel  links im Chor erinnert: „Der wohl Edel gestrenge wohlweise Herr Philippus Jakobus Spindler burgermeister Alhier Stifter dieser Armen Seelen Capellen und pfruend seines Alters 66 Jahr starb und liegt begraben in unser Lieben Frauen Münster zu Freyburg den 8. 9bris (= November) 1730 Gott gebe ihm die Ewige Ruh.“

### Deckengemälde
Die drei großen und sechs kleinen Ölbilder schuf 1760 Johann Pfunner. Sie sind mit Blick in Richtung Südeingang zu betrachten. Das große Bild nächst dem Eingang zeigt die Auferweckung des Jüngling von Naïn.(1) Der Maler lässt Jesus nach dem Lukasevangelium (Lk 7,13 ) (in spiegelverkehrter Schrift) zur Mutter sprechen: „Noli flere“ – „Weine nicht“. Der Jüngling schaut aus den Leichentüchern vertrauensvoll zu ihm auf. Im großen Mittelbild ist Jesus dabei, sich zur Auferstehung zu erheben.(2) Das Ereignis findet nicht in der biblischen Felshöhle statt, sondern in einer mächtigen, überkuppelten Halle, bei der der Maler an die Grabeskirche in Jerusalem gedacht haben mag. „Von edler, ergreifender Schönheit ist die Gestalt des Herrn, und köstlich sind die Engelchen, die in körperlicher Vollheit ihn in der Nähe betrachten oder körperlos von der Höhe zu ihm herabschauen. Halb stehend schläft ein soldatischer Wächter.“ Das Bild ist bezeichnet „Joa. Pfunner invenit 1760“. Das dem Chor nächste große Bild stellt die Auferweckung des Lazarus nach dem Johannesevangelium (Joh 11,17-44 ) dar.(3) Vor den Mund Jesu hat Pfunner (wieder in spiegelverkehrter Schrift) die Worte Jesu „Lazare veni foras“ – „Lazarus komm heraus“ gesetzt. „Aus dem geöffneten Grabe hebt sich die knochige Gestalt des Lazarus, mit förmlicher Gier das Machtwort von Jesu Mund nehmend, das ihn zu neuem Leben ruft. Majestät und Milde einen sich glücklich in Christi Gestalt. ... Helfende Hände sind dem Erweckten nahe, andere erscheinen diskret in dämmerige Entfernung gerückt und lassen die Hauptgruppe umso markanter in den Vordergrund treten. Das Gemälde ist eines der tüchtigsten des Pfunnerschen Pinsels“.

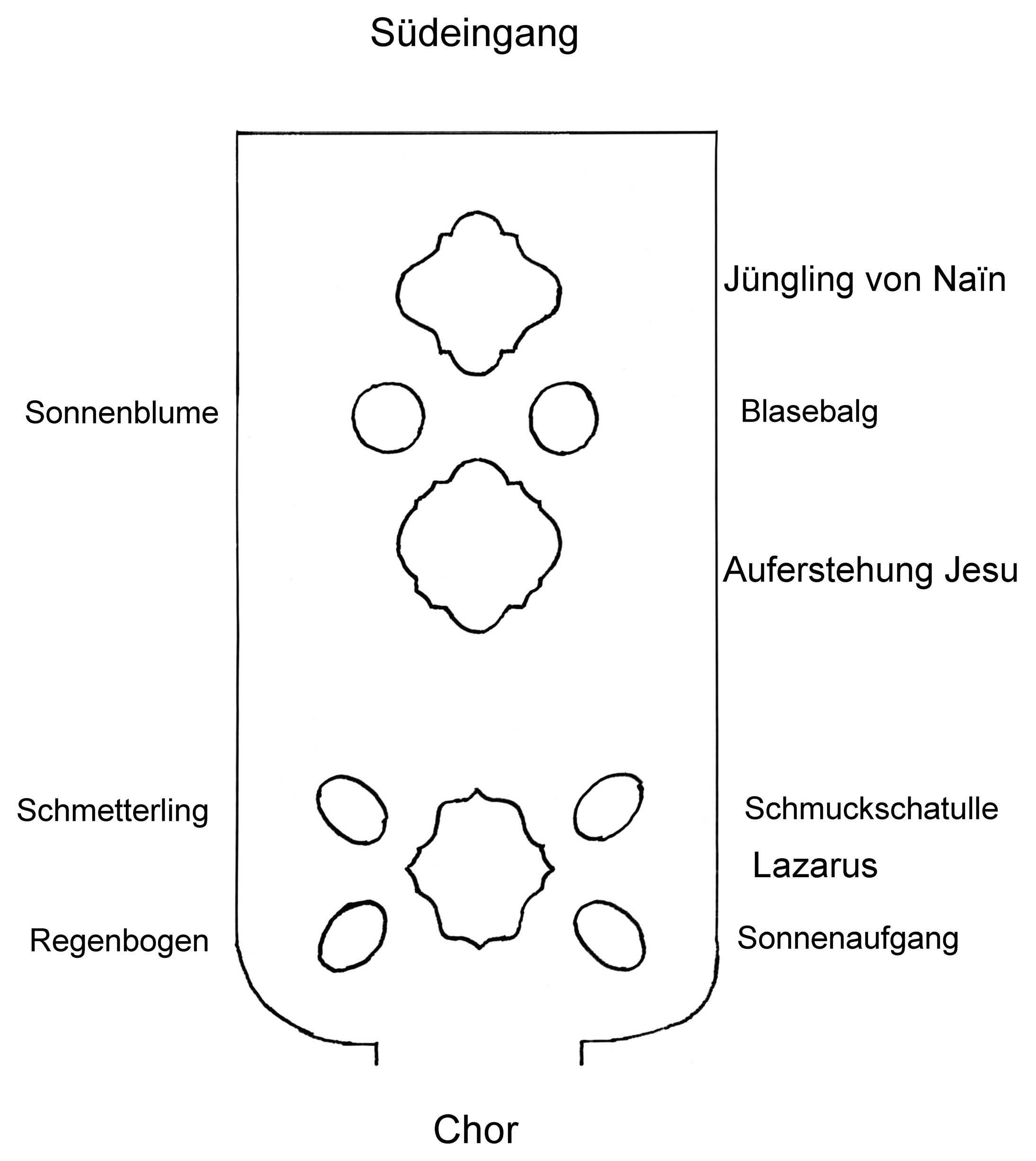
Übersicht
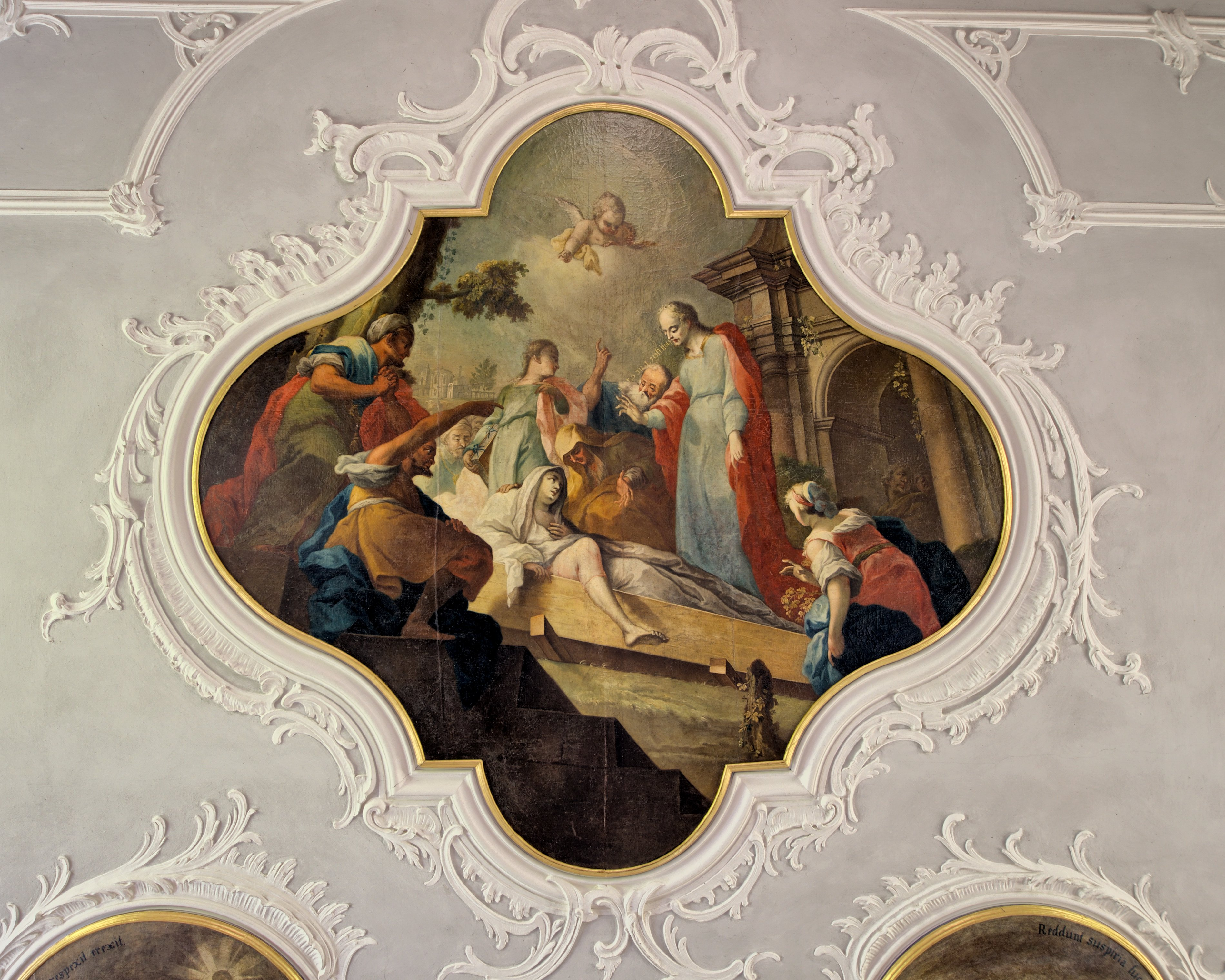
(1) Auferweckung des Jünglings von Naïn
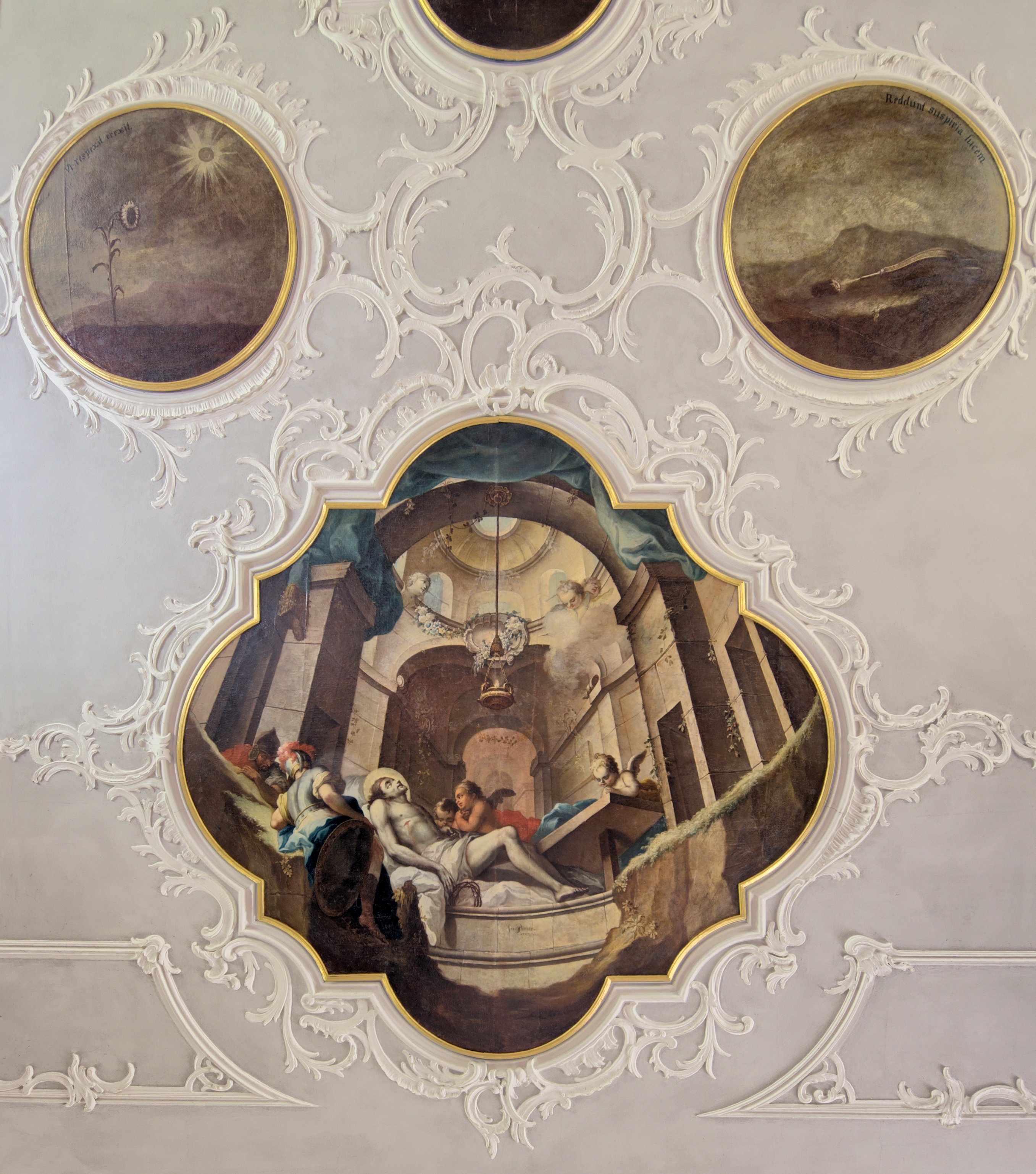
(2) Christus erhebt sich aus dem Grab, zwei Rundmedaillons
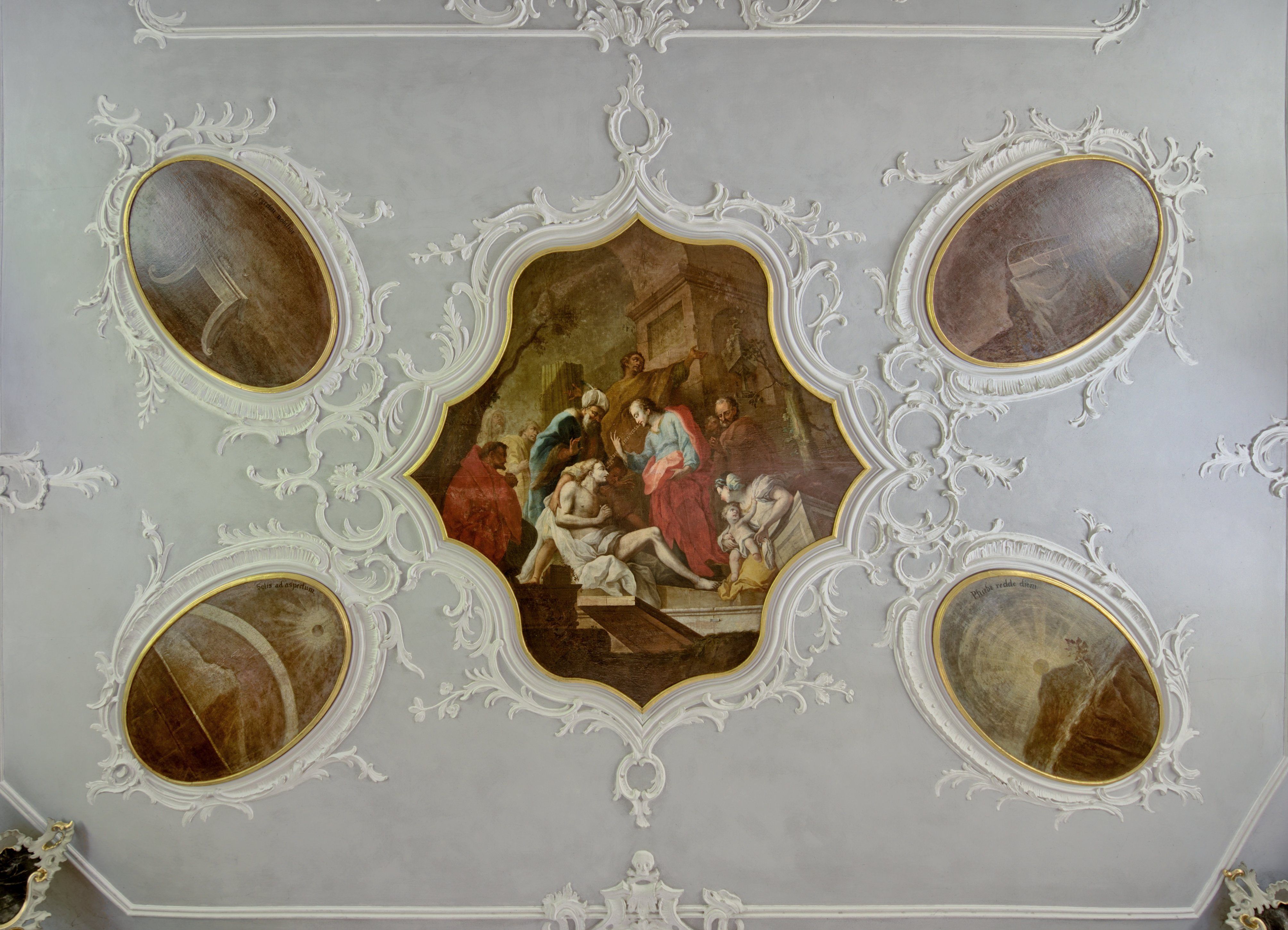
(3) Auferweckung des Lazarus, vier Ovalmedaillons

Im linken der beiden kleinen Rundmedaillons(2) scheint die Sonne auf eine Sonnenblume, mit dem Spruch „Ut respexit erexit – Wie sie (die Sonne die Blume) angeschaut hat, hat sie sie aufgerichtet“. Im rechten Rundmedaillon facht ein Blasebalg Feuer an, dazu der Spruch „Reddunt suspiria lucem – Anblasen bringt das Feuer wieder“. Im linken dem Eingang näheren der vier Ovalmedaillons(3) entfliegt auf einem Tisch einer Puppe ein Schmetterling, dazu der Spruch „In egressu nobilior – Beim Herauskommen von edlerer Art“. Im rechten dem Eingang näheren Oval steht eine halboffene Schatulle mit Geschmeide auf einem Tisch, dazu der Spruch „Ut server tumulor – Damit ich erhalten werde, werde ich zugedeckt“. Im linken dem Eingang ferneren Oval wölbt sich über einem Berg ein Regenbogen, mit dem Spruch „Solis ad aspectum – Auf den Anblick der Sonne hin (entsteht der Regenbogen)“. Auf dem rechten dem Eingang ferneren Oval geht über einem Berg die Sonne auf, dazu der Spruch „Phoebe redde diem – Phoebus, bringe den Tag zurück“. Sind einige Symbole auch schwer zu deuten, sie beziehen sich wie die großen Bilder auf Tod und Auferstehung.

### Altäre

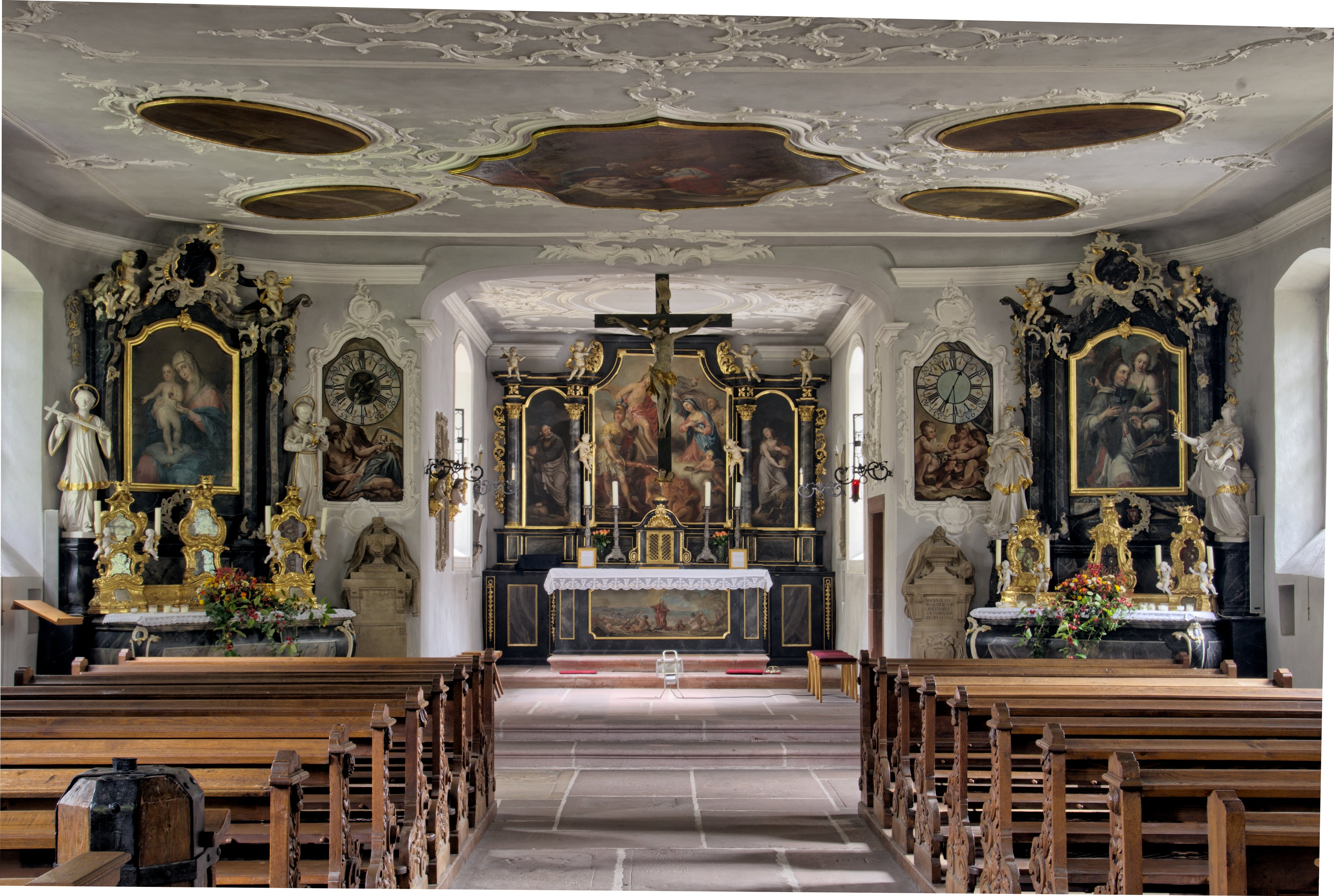
Die drei Altäre der Kapelle

Die Hauptbilder aller Altäre sind Werke Simon Gösers, das Hochaltarbild rechts unten signiert mit „Simon Geser pinxit 1792“, das Bild des linken Seitenaltars auf der Rückseite mit „Simon Göser pinxit ao 1800“, das Bild des rechten Seitenaltares unsigniert. Wurde der Hochaltar für die Kapelle geschaffen, so kamen die beiden Seitenaltäre erst im 19. Jahrhundert aus der Freiburger Pfarrkirche St. Martin hierher, spätestens bei deren radikaler entbarockisierender Ausräumung unter Oswald Bremeier (Stadtpfarrer von 1874 bis 1882). Die Skulpturen der Seitenaltäre werden Fidelis Sporer zugeschrieben. Die Reliquienschreine wurden 1928 bei einer Restaurierung auf dem Speicher gefunden und wieder aufgestellt.
Im Hauptgemälde des Hochaltars steht Michael mit dem Schwert in der Hand bereit, die Armen Seele im Fegefeuer gegen den Teufel zu verteidigen. Vor der Dreifaltigkeit leisten Maria und Josef Fürbitte. Ein geflügelter Engel weist, Gebetbuch und Rosenkranz hochhaltend, auf die Gebete für die Verstorbenen hin. „Das Gemälde ging aus einer glücklichen Inspiration hervor. Es ist im Gesamteindruck eine schöne Schöpfung nach Idee, Komposition und Farbengebung. ... Vielleicht dringt in dem einen oder anderen Gesicht zuviel Süßigkeit durch.“ Die beiden Seitentafeln, der heilige Petrus links und die heilige Maria Magdalena rechts, werden einem Maler Anton Küßwieder (1739–1833) zugewiesen. Das Antependium zeigt den Propheten Ezechiel gemäß seiner Vision (Ez 37,1-14 ) inmitten eine Feldes mit Gebeinen und sich aus dem Boden erhebenden Toten.
Das Bild des linken Seitenaltars ist die Wiederholung eines Gnadenbildes des italienischen Malers Pompeo Batoni. Maria hält das Jesuskind, das auf einem Kissen auf ihrem Schoß steht. Die Statuen sind die heiligen Aloisius von Gonzaga links und Antonius von Padua rechts.
Das unsignierte Bild des rechten Seitenaltars zeigt den heiligen Johannes Nepomuk, von dem die Kapelle eine Reliquie besaß. Wie üblich trägt er ein Rochett. Ein Engel hinter ihm hält in der einen Hand die Palme des Martyriums, in der anderen ein Vorhängeschloss als Symbol der Verschwiegenheit. Die Statuen sind die heilige Katharina von Alexandrien auf ihrem Rad stehend links und Barbara von Nikomedien ohne Attribut rechts. „Die zwei Bilder der Seitenaltäre zeigen die Erfüllung des Göserschen Klassizismus.“